# Mühle Attaching
Die Mühle Attaching war eine Wassermühle an der Goldach im oberbayrischen Kirchdorf Attaching, Landkreis Freising. Sie wurde im 18. Jahrhundert erbaut und für die Haarpuderproduktion, später als Elektrizitätswerk benutzt, und Anfang der 2010er Jahre zu einem Boardinghouse umgebaut.

## Geschichte
Der Freisinger Hof hatte auf seinem Kammergut Attaching an der Goldach eine Haarpudermühle, um für den Hofstaat des Hochstifts den für die Perücken nötigen Puder zu liefern. Auf einem Balken der im November 1813 total abgebrannten Mühle fand sich als wahrscheinliche Erbauung 17.(unleserlich). 1813 war sie noch im Besitz des Brudermüllers Martin Huber als Hausnummer 19. von Attaching.
Bis Ende des 18. Jahrhunderts scheint die Mühle konkurrenzlos gearbeitet zu haben. Erst 1794 hatte der Domkapitelsche Rentmeister Martin Schadenfroh von Freising die Erlaubnis erhalten, in seinem Donnersbergergarten in Freising eine Stärke- und Haarpuderfabrik zu errichten.
Die Wasserkraft der Attachinger Pudermühle ging 1860 durch Kauf auf Hausnummer 28, das Elektrizitätswerk des Herrn Pankraz Schmitt über. Die Errichtung der Mühle dürfte den Balkenausschnitten entsprechend nur in zwei Mühlgängen bestanden haben. Erst 1926 wurde der Mühle ein drittes Stockwerk hinzugefügt.
Anfang der 2010er Jahre wurde sie renoviert und mit einem daneben neu gebauten Haus zu einem Boardinghouse umgebaut, jedoch bleibt das Elektrizitätswerk, das immer noch Strom liefert, in Betrieb.